# Diócesis de N'Dalatando
La diócesis de N'Dalatando, de N'dalatando o de Ndalatando (en latín: Dioecesis Ndalatandensis y en portugués: Diocese de Nadalatando) es una circunscripción eclesiástica de la Iglesia católica en Angola. Se trata de una diócesis latina, sufragánea de la arquidiócesis de Malanje. Desde el 23 de julio de 2005 su obispo es Almeida Kanda.

## Territorio y organización
La diócesis tiene 19 357 km² y extiende su jurisdicción sobre los fieles católicos de rito latino residentes en la provincia de Cuanza Norte.
La sede de la diócesis se encuentra en la ciudad de N'Dalatando (Ndalatando, N'dalatando o Nadalatando, llamada hasta 1975 Vila Salazar), en donde se halla la Catedral de San Juan Bautista.
En 2021 en la diócesis existían 13 parroquias.

## Historia
La diócesis fue erigida el 26 de marzo de 1990 con la bula Peculiari quidem del papa Juan Pablo II, obteniendo el territorio de la arquidiócesis de Luanda, de la que originalmente era sufragánea.
El 12 de abril de 2011 pasó a formar parte de la provincia eclesiástica de la arquidiócesis de Malanje.

## Estadísticas
Según el Anuario Pontificio 2022 la diócesis tenía a fines de 2021 un total de 249 550 fieles bautizados.
| Año                                                                             | Población            | Población | Población      | Sacerdotes | Sacerdotes    | Sacerdotes    | Bautizados por sacerdote | Diáconos permanentes | Religiosos | Religiosos | Parroquias |
| Año                                                                             | Bautizados católicos | Total     | % de católicos | Total      | Clero secular | Clero regular | Bautizados por sacerdote | Diáconos permanentes | Varones    | Mujeres    | Parroquias |
| ------------------------------------------------------------------------------- | -------------------- | --------- | -------------- | ---------- | ------------- | ------------- | ------------------------ | -------------------- | ---------- | ---------- | ---------- |
| 1990                                                                            | 90 000               | 230 000   | 39.1           | 15         |               | 15            | 6000                     |                      | 18         | 23         | 6          |
| 1999                                                                            | 193 950              | 408 600   | 47.5           | 20         | 1             | 19            | 9697                     |                      | 26         | 53         | 8          |
| 2000                                                                            | 193 950              | 408 600   | 47.5           | 17         | 1             | 16            | 11 408                   |                      | 24         | 48         | 8          |
| 2001                                                                            | 193 500              | 400 000   | 48.4           | 17         | 2             | 15            | 11 382                   |                      | 21         | 46         | 8          |
| 2002                                                                            | 163 000              | 359 000   | 45.4           | 16         | 2             | 14            | 10 187                   |                      | 19         | 44         | 8          |
| 2003                                                                            | 163 000              | 359 000   | 45.4           | 19         | 4             | 15            | 8578                     |                      | 22         | 47         | 8          |
| 2004                                                                            | 189 100              | 359 000   | 52.7           | 21         | 5             | 16            | 9004                     |                      | 22         | 49         | 8          |
| 2013                                                                            | 225 617              | 443 000   | 50.9           | 24         | 7             | 17            | 9400                     |                      | 24         | 67         | 9          |
| 2016                                                                            | 236 003              | 479 609   | 49.2           | 28         | 8             | 20            | 8428                     |                      | 25         | 68         | 9          |
| 2019                                                                            | 244 962              | 513 450   | 47.7           | 41         | 22            | 19            | 5974                     |                      | 27         | 63         | 10         |
| 2021                                                                            | 249 550              | 516 500   | 48.3           | 36         | 18            | 18            | 6931                     |                      | 28         | 63         | 13         |
| Fuente: Catholic-Hierarchy, que a su vez toma los datos del Anuario Pontificio. |                      |           |                |            |               |               |                          |                      |            |            |            |

## Episcopologio
- Pedro Luís Guido Scarpa, O.F.M.Cap. † (26 de marzo de 1990-23 de julio de 2005 retirado)
- Almeida Kanda (Canda), desde el 23 de julio de 2005